# BCリータス
BCリータス（リトアニア語: Vilniaus rytas、英: BC Rytas）は、リトアニア・ヴィリニュスを本拠地とするプロバスケットボールクラブである。現在はリトアニア・バスケットボール・リーグ (LKL) およびバスケットボール・チャンピオンズリーグ (BCL) 所属。現在ではリトアニアで最も成功しているバスケットボール・クラブの1つとなっている。

## 歴史

### 前史：スタティーバからリエトゥヴォス・リータスへ

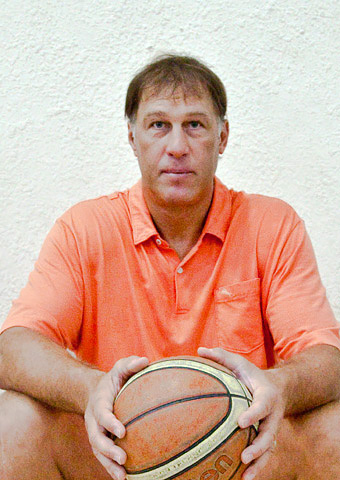
1981年から1989年までBCスタティーバを率いたシャルーナス・マルチュリョニス

1963年、ジャルギリス協会のヴィリニュス男子バスケットボール部門ジャルギリスとして結成された。ヴィリニュスでは最初のバスケットボール・クラブであった。翌年、ヴィリニュスのジャルギリスはプラクティカスに改名。同年シーズン開始前にプラスティカスの選手たちによってスタティーバが結成された。
1965年、スタティーバは、ジャルギリス協会で優勝をおさめる。同年、リトアニアSSRカップで3位。1966年、リトアニアSSRリーグで準優勝。
1967年、スタティーバはヴィリニュス代表クラブとしてソ連2部リーグにあたるAクラスでデビューを果たし、4位の成績をおさめた。1971年、ソ連国内最高リーグのソビエト連邦男子バスケットボール選手権大会に初参加、1974年からは毎年参加することとなった。1979年、スタティーバはソ連選手権で3位の成績をおさめた。
リトアニア独立回復後、スタティーバは1991年および1992年のリトアニア選手権でそれぞれ準優勝を果たす。
1993年にリトアニア・バスケットボール・リーグ (LKL) が発足すると、スタティーバはその最初のシーズンである1993–94シーズンで3位の成績をおさめた。
1995年、新聞社のリエトゥヴォス・リータス社がリトアニア国内2部リーグ（LKAL）に所属するスードゥヴァ・マリヤンポレのスポンサーとなった。2シーズン後、スポンサーシップを解消した。
その頃、スタティーバの成績はふるわず、さらに財政難に直面し、倒産の危機に瀕していたため、スポンサーを必要としていた。これを受けて、新聞社のリエトゥヴォス・リータス社のオーナーであるゲドヴィーダス・ヴァイナウスカスがスタティーバを買収した。しかし、同社はスタティーバの歴史を継承することを望まず、新チームとしてスタティーバ＝リエトゥヴォス・リータス（リトアニア語: Statyba Lietuvos rytas）を結成した。その後、クラブはLKLの2強の一角を占めるまで成長し、同国第2の都市カウナスを本拠地とするBCジャルギリスとのライバル関係を発展させていく。

### 最初の成功（1997–2004年）

#### 1997–98シーズン
リエトゥヴォス・リータス社がスポンサーとなると、スタティーバ＝リエトゥヴォス・リータスはプレ・シーズンに、台湾で開催された第20回ウィリアム・ジョーンズカップに参加し、準優勝という結果をおさめた。
シーズン中は、リトアニア・バスケットボール連盟杯（現・ミンダウガス王杯）で優勝を果たす。
リトアニア・リーグ (LKL) では、レギュラーシーズン5位でプレイオフに進出すると、プレイオフ準々決勝でレギュラーシーズン4位のプルンゲ・オリンパスと対戦。第1戦（4月5日）を115-75で大勝すると、第2戦（4月7日）でも105-79と快勝し、2勝0敗で準決勝に駒を進めた。準決勝ではレギュラーシーズン首位のジャルギリスと対戦し、第1戦（4月16日）は81-113、第2戦（4月18日）は84-111と2戦連続で大敗を喫した。その後、3位決定戦にまわると、同じくヴィリニュスを本拠地とするサカライと対戦。第1戦（4月28日）では63-88で敗れるも、第2戦（4月30日）では89-85で勝利。1勝1敗で迎えた第3戦（5月2日）で72-69で勝利し、シーズン順位3位を決めた。

#### 1998–99シーズン
名称をBCリエトゥヴォス・リータス（リトアニア語: Lietuvos rytas）に改めると、リエトゥヴォス・リータスはLKL準優勝を果たす。

#### 1999–2000シーズン
1999–2000シーズンではついにLKL初優勝を果たす。これによりリーグ発足時から続いていたBCジャルギリスの連覇を9で止めた。

#### 2000–01シーズン
FIBA1部リーグであるスプロリーグに参加、ベスト16でシーズンを終える。

#### 2001–02シーズン
2001–02シーズンでは、2シーズンぶりにLKL優勝を果たす（2回目）。

### ULEBカップおよびユーロリーグでの成功（2004–2008年）

#### 2004–05シーズン
ULEBカップ（現・ユーロカップ）で優勝。

#### 2005–06シーズン
ユーロリーグでは、グループBで8チーム中3位（8勝6敗）となり、トップ16に進出。トップ16ではグループFで4チーム中3位（3勝3敗）となり、準々決勝には進出できなかった。
LKLでは、3回目の優勝を果たした。
また、バルティック・バスケットボール・リーグ (BBL) のエリート・ディヴィジョンでも優勝を果たした。

### クルティナイティス時代（2008–2010年）

#### 2008–09シーズン
2008–09シーズンでは、リトアニア・バスケットボール連盟杯で優勝。LKLでも優勝を果たす（4回目）。さらにユーロカップおよびBBLエリート・ディヴィジョンでも優勝を果たした。

#### 2009–10シーズン
2009–10シーズンでは、リトアニア・バスケットボール連盟杯で連覇を果たした上、LKLでも連覇を果たす（5回目の優勝）。

### 停滞期（2010–2014年）

#### 2013–14シーズン
ユーロリーグへの参加をかけたトーナメントに出場し、優勝。ユーロリーグへの参加を果たす。

### ユーロカップ・LKLでの成績不振（2014–2017年）

#### 2015–16シーズン
2015–16シーズンでは、ミンダウガス王杯 (KMT) で初優勝を果たす。

### 新生BCリータス（2017年–）

#### 2018–19シーズン
2018年、リエトゥヴォス・リータス社がスポンサーから離れたため、BCリータスに改称。新生リータスはミンダウガス王杯 (KMT) で2回目の優勝を果たした。

#### 2021–22シーズン
2021–22シーズンではLKL優勝を果たす（6回目）。

#### 2022–23シーズン
8月2日、ガードのマーカス・フォスターがリータスとの契約を結ぶ。
チャンピオンズリーグ (BCL) では、グループ・フェーズ（グループH）で3勝3敗の成績を残し、グループ2位でプレイインに進出。プレイインではテッサロニキ（ギリシャ）のPAOK BCと対戦。ホームの第1戦で85-62で勝利したのち、アウェイの第2戦で78-81で敗れるも、再びホームで迎えた第3戦で82-63で勝利し、Round of 16進出を決めた。Round of 16（グループH）では3勝3敗の成績を残し、マンレザ（スペイン）と勝敗数で並ぶも、得失点差でグループ3位となり、プレイオフ進出は叶わなかった。
リトアニアリーグ (LKL) では、レギュラーシーズンを2位（27勝6敗）で終える。プレイオフでは、準々決勝でネプトゥーナス（クライペダ）相手に2勝0敗、準決勝でCBet（ヨナヴァ）相手に3勝0敗と全勝で決勝に駒を進めるも、決勝では2勝3敗でジャルギリスに敗れ、リーグ準優勝でシーズンを終える。
シーズン終了後、マーカス・フォスターがリータスを退団。

#### 2023–24シーズン
2023年12月、長年選手としてリータスに所属したアルトゥーラス・ヨマンタスが、リータスのスポーツ・ディレクターに就任。
シーズン途中の12月、昨シーズン末に退団したマーカス・フォスターがリータスと再び契約を結び、1月からチームに合流。
チャンピオンズリーグ (BCL) では、グループ・フェーズ（グループB）で4勝2敗の成績を残し、グループ2位でプレイインに進出するも、プレイインでペリステリBC相手にホームの第1戦（1月3日）で92-110で敗北、アウェイの第2戦（1月10日）でも80-83で敗れ、Round of 16への進出は叶わなかった。
ミンダウガス王杯 (KMT) では、リータスは国際リーグに参加していることを理由に予選ラウンドを免除となり、準々決勝からの出場となった。準々決勝ではBCユヴェントゥスと対戦。ウテナ多目的スポーツ・センター（ウテナ・アリーナ）で行われた第1戦（12月27日）は98-86で勝利。ジープ・アリーナで行われた第2戦（2024年1月20日）も104-67で勝利をおさめ、ファイナル・フォー進出を決めた。ジャルギリス・アリーナで行われたファイナル・フォーでは、準決勝（2月17日）でBCリエトカベリス（パネヴェジース）と対戦し、86-94で敗北。3位決定戦（2月18日）ではBCシャウレイと対戦、94-89で勝利し、3位となった。
リトアニアリーグ (LKL) では、レギュラーシーズンをジャルギリスに次ぐ2位（24勝6敗）で終える。プレイオフでは準々決勝でレギュラーシーズン7位のBCヨナヴァCBetと対戦し2勝0敗で準決勝に駒を進め、準決勝ではウルヴズ・ツインズベット（レギュラーシーズン3位）とのヴィルニュス・ダービーを3勝2敗で制し決勝進出を決めた。そして決勝では、3勝1敗でレギュラーシーズン首位のジャルギリスを下し、リータスは2年ぶり7度目のシーズン優勝を果たした。また、マーカス・フォスターがファイナルズMVPに選ばれた。
シーズン終了後、マーカス・フォスターがリータスを退団し、ハポエル・テルアヴィヴBCに移籍。また、アルナス・ヴェリチカ、ジャスティン・ゴーハム、ルカス・ウレツカス、モデスタス・バブライティスもリータスを退団した。

### 2024–25シーズン
ミンダウガス王杯 (KMT) では、リータスは国際リーグに参加していることを理由に予選ラウンドを免除となり、準々決勝からの出場となった。準々決勝ではネプトゥーナス（クライペダ）と対戦。ネプトゥーナスのホームアリーナであるシュヴィートゥリース・アリーナで行われた第1戦（12月21日）では78-67で勝利をおさめるも、リータスのホームアリーナであるアクティヴ・ヴィリニュス・アリーナで行われた第2戦（2025年1月18日）では77-92で敗れ、合計スコア155-159により準々決勝敗退となった。
チャンピオンズリーグ (BCL) では、グループ・フェーズ（グループF）で5勝1敗の成績を残し、グループ首位で Round of 16 に進出（プレイイン免除）。なお、リータスのギーティス・ラゼヴィチュスがグループ・フェーズのMVPに選出された。Round of 16（グループJ）では2勝4敗でグループ3位となり、プレイオフ進出は叶わなかった。

## ホームアリーナ
| シーズン  | アリーナ                                     | 収容人数     | 備考 |
| --------- | -------------------------------------------- | ------------ | --- |
| 1971–2004 | ヴィリニュス・スポーツ会館                   | 4,400        | スタティーバ時代の1971年から使用。リエトゥヴォス・リータス・スポーツ・アリーナが開館したのちも、大きな試合はここで開催された。 |
| 1997–1998 | エキンスタ・スポーツ・ホール                 | 1,000        | リエトゥヴォス・リータス・スポーツ・アリーナが完成するまでの1シーズンのみ使用。1984年開館、2022年閉館。                        |
| 1998–2004 | リエトゥヴォス・リータス・スポーツ・アリーナ | 2,000 →3,500 | 収容人数は当初2,000人だったが、のちに3,500人に拡張。                                                                           |
| 2004–現在 | ツインズベット・アリーナ                     | 11,000       | LKLの試合の一部（BCジャルギリス戦など）と国際リーグ（ユーロリーグ、ユーロカップ、VTB統一カップ）の試合を開催。                 |
| 2004–現在 | アクティヴ・ヴィリニュス・アリーナ           | 1,700 →2,500 | 収容人数は当初1,700人だったが、のちに2,500人に拡張。 LKL試合の大半と練習に使用。                                               |

## 主な獲得タイトル
- 国内
  - リトアニア・リーグ (LKL) - 2000, 2002, 2006, 2009, 2010, 2022, 2024
  - リトアニア・バスケットボール連盟杯／ミンダウガス王杯（リトアニア語版） (KMT) - 1998, 2009, 2010, 2016, 2019
- 国際
  - ULEBカップ／ユーロカップ - 優勝（2005, 2009）、準優勝（2007）、3位（2012）
  - バルティック・バスケットボール・リーグ - 優勝（2006, 2007, 2009）、準優勝（2005, 2008, 2010, 2012）、3位（2011）

## 各シーズンの成績
| シーズン  | 国内       | 国内 | 国内   | 国内         | 地域           | 地域                 | 欧州                        | 欧州                                                        |
| シーズン  | リーグ     | RS   | PS     | カップ       | リーグ         | 順位                 | リーグ                      | 順位                                                        |
| --------- | ---------- | ---- | ------ | ------------ | -------------- | -------------------- | --------------------------- | ----------------------------------------------------------- |
| 1997–98   | LKL（1部） | 5位  | 3位    | 優勝         | –              | –                    | コラチカップ（3部）         | Round of 32 敗退                                            |
| 1998–99   | LKL（1部） | 2位  | 準優勝 | –            | NEBL           | 3位                  | サポルタカップ（2部）       | Round of 32 敗退                                            |
| 1999–2000 | LKL（1部） | 2位  | 優勝   | –            | NEBL           | 準優勝               | サポルタカップ（2部）       | 準決勝敗退（ベスト4）                                       |
| 2000–01   | LKL（1部） | 1位  | 準優勝 | –            | NEBL           | 3位                  | スプロリーグ（FIBA-1部）    | ベスト16敗退                                                |
| 2001–02   | LKL（1部） | 1位  | 優勝   | –            | NEBL           | 優勝                 | サポルタカップ（2部）       | 準々決勝敗退（ベスト8）                                     |
| 2002–03   | LKL（1部） | 1位  | 準優勝 | –            | NEBL           | 準優勝               | チャンピオンズカップ（3部） | 北カンファレンス準優勝、 全欧フェーズ・グループステージ敗退 |
| 2003–04   | LKL（1部） | 2位  | 準優勝 | –            | –              | –                    | ULEBカップ（2部）           | 準々決勝敗退（ベスト8）                                     |
| 2004–05   | LKL（1部） | 2位  | 準優勝 | –            | BBL Elite Div. | 準優勝               | ULEBカップ（2部）           | 優勝                                                        |
| 2005–06   | LKL（1部） | 1位  | 優勝   | –            | BBL Elite Div. | 優勝                 | ユーロリーグ（1部）         | Top 16 グループ敗退                                         |
| 2006–07   | LKL（1部） | 2位  | 準優勝 | 準優勝       | BBL Elite Div. | 優勝                 | ULEBカップ（2部）           | 準優勝                                                      |
| 2007–08   | LKL（1部） | 1位  | 準優勝 | 準優勝       | BBL Elite Div. | 準優勝               | ユーロリーグ（1部）         | Top 16 グループ敗退                                         |
| 2008–09   | LKL（1部） | 2位  | 優勝   | 優勝         | BBL Elite Div. | 優勝                 | ユーロカップ（2部）         | 優勝                                                        |
| 2009–10   | LKL（1部） | 1位  | 優勝   | 優勝         | BBL Elite Div. | 準優勝               | ユーロリーグ（1部）         | グループステージ敗退                                        |
| 2010–11   | LKL（1部） | 2位  | 準優勝 | 準優勝       | BBL Elite Div. | 3位                  | ユーロリーグ（1部）         | Top 16 グループ敗退                                         |
| 2010–11   | LKL（1部） | 2位  | 準優勝 | 準優勝       | VTB            | グループステージ敗退 | ユーロリーグ（1部）         | Top 16 グループ敗退                                         |
| 2011–12   | LKL（1部） | 2位  | 準優勝 | –            | BBL Elite Div. | 準優勝               | ユーロリーグ（1部）         | 予選最終戦敗退                                              |
| 2011–12   | LKL（1部） | 2位  | 準優勝 | –            | VTB            | 3位                  | ユーロカップ（2部）         | 3位                                                         |
| 2012–13   | LKL（1部） | 2位  | 準優勝 | –            | VTB            | グループステージ敗退 | ユーロリーグ（1部）         | グループステージ敗退                                        |
| 2013–14   | LKL（1部） | 1位  | 3位    | 準優勝       | VTB            | 4位                  | ユーロリーグ（1部）         | グループステージ敗退                                        |
| 2013–14   | LKL（1部） | 1位  | 3位    | 準優勝       | VTB            | 4位                  | ユーロカップ（2部）         | ベスト16敗退                                                |
| 2014–15   | LKL（1部） | 2位  | 準優勝 | 準優勝       | –              | –                    | ユーロカップ（2部）         | ベスト16敗退                                                |
| 2015–16   | LKL（1部） | 2位  | 3位    | 優勝         | –              | –                    | ユーロカップ（2部）         | グループステージ敗退                                        |
| 2016–17   | LKL（1部） | 2位  | 3位    | 準々決勝敗退 | –              | –                    | ユーロカップ（ULEB-2部）    | Top 16 グループ敗退                                         |
| 2017–18   | LKL（1部） | 2位  | 準優勝 | 準優勝       | –              | –                    | ユーロカップ（ULEB-2部）    | Top 16 グループ敗退                                         |
| 2018–19   | LKL（1部） | 3位  | 準優勝 | 優勝         | –              | –                    | ユーロカップ（ULEB-2部）    | 準々決勝敗退（ベスト8）                                     |
| 2019–20   | LKL（1部） | 2位  | 2位    | 準優勝       | –              | –                    | ユーロカップ（ULEB-2部）    | Top 16 グループ敗退                                         |
| 2020–21   | LKL（1部） | 2位  | 準優勝 | 準々決勝敗退 | –              | –                    | BCL（FIBA-1部）             | グループステージ敗退                                        |
| 2021–22   | LKL（1部） | 1位  | 優勝   | 3位          | –              | –                    | BCL（FIBA-1部）             | Round of 16 グループ敗退                                    |
| 2022–23   | LKL（1部） | 2位  | 準優勝 | 4位          | –              | –                    | BCL（FIBA-1部）             | Round of 16 グループ敗退                                    |
| 2023–24   | LKL（1部） | 2位  | 優勝   | 3位          | –              | –                    | BCL（FIBA-1部）             | プレイイン敗退（ベスト32）                                  |
| 2024–25   | LKL（1部） | 2位  | 準優勝 | 準々決勝敗退 | –              | –                    | BCL（FIBA-1部）             | Round of 16 グループ敗退                                    |

## 主な歴代所属選手
| - ステヴァン・イェロヴァツ (2013–2014) - ヨナス・ヴァランチューナス (2010–2012) - ギンタラス・エイニキス (2004–2005) - マルティーナス・エホダス (2017–) - カリッド・エル＝アミン (2010–2011) - ゲディミナス・オレリク (2013–2016) - エヴァルダス・カイリース (2006–2007, 2018-2020) - デイヴィダス・ガイリュス (2015–2017) - アンタナス・カヴァリャウスカス (2014–2016) - リマンタス・カウケナス (2001–2002) - アンドリュー・ガウデロック (2020–2021) - アンドリュス・ギエドライティス (1998–2001) - ロカス・ギエドライティス (2015–2018) - ヴィダス・ギネヴィチュス (2009–2010) - ミンダウガス・ギルジューナス (2017–2022) - ロカス・グスティース (2020–2021) - アルトゥーラス・グダイティス (2015–2017) - フランシスコ・クルーズ (2019–2020) - リマス・クルティナイティス (1998–1999) - マルティーナス・ゲツェヴィチュス (2007–2011, 2013–2015) - ケーストゥティス・シェシュトカス (2000–2003, 2004–2005) - ラムーナス・シシュカウスカス (1998–2004) - エウレリユス・ジュカウスカス (2006–2007) - アンドリュス・シュレジャス (1997–1998, 1999–2008) - デイヴィダス・シルヴィディス (2017–2020) - レナルダス・セイブティス (2011–2014) - ダリュス・ソンガイラ (2013–2014) - ポヴィラス・チュキナス (2002–2006) - ダリュス・ディマヴィチュス (1998–1999) - トマス・デリニンカイティス (2002–2007) - デイヴィダス・ドゥルキース (2012–2013) | - デレク・ニーダム (2019) - マシュー・ニールセン (2005–2008) - ブラッド・ニューレイ (2010–2012) - ネマニャ・ネドヴィッチ (2012–2013) - J.P.バティスタ (2006–2008) - ステポナス・バブラウスカス (2003–2004, 2008–2014) - ミルコ・ビエリツァ (2008–2011) - シマス・ブテルレヴィチュス (2007–2011, 2012–2013) - アルナス・ブトケヴィチュス (2017–2022) - イヴァン・ブバ (2021–2022) - マリュス・プレケヴィチュス (2008–2009) - ジャクソン・ブロマン (2008) - アーロン・ベインズ (2009–2010) - マリヨナス・ペトラヴィチュス (2006–2009) - エイマンタス・ベンジュス (2010–2014, 2018-2020) - キース・ベンソン (2020–2021) - アルヴィーダス・マツィヤウスカス (1999–2003) - ルーカス・マブロケファリディス (2017–2018) - ケーストゥティス・マルチュリョニス (2001–2002) - シマス・ヤサイティス (2001–2006, 2011, 2015) - シャルーナス・ヤシケヴィチュス (1998–1999, 2010–2011) - ロベルタス・ヤフトカス (2000–2006) - アダス・ユシュケヴィチュス (2014–2016) - アルトゥーラス・ヨマンタス (2006–2013, 2016–2018) - クシシュトフ・ラヴリノヴィチ (2014–2016) - ニコラス・ラプロビットラ (2015) - ミンダウガス・ルカウスキス (2003–2009, 2014–2016, 2017–2018) - モーリス・ンドゥール (2020–2022) |

## 歴代ヘッドコーチ
1. モデスタス・パウラウスカス（リトアニア語版） (1997–1997)
2. アルフレダス・ヴァイナウスカス（リトアニア語版） (1997 / 1998)
3. シャルーナス・サカラウスカス（リトアニア語版） (1999–2001)
4. ヨナス・カズラウスカス (2002 / 2003)
5. ケーストゥティス・ケムズーラ（リトアニア語版） (2003 / 2004)
6. Vlade Djurović (2004 / 2005)
7. Tomo Mahorič (2005–2005)
8. Neven Spahija (2005–2006)
9. Sharon Drucker (2006–2006)
10. Zmago Sagadin (2006–2007)
11. Aleksandar Trifunović (2007 / 2008)
12. アンタナス・シレイカ (2008–2008)
13. リマス・クルティナイティス (2008–2010)
14. Dražen Anzulović (2010–2010)
15. Roberts Štelmahers (2010–2010)
16. Aleksandar Trifunović (2010–2011)
17. ダリュス・マスコリューナス（リトアニア語版） (2011)
18. Aleksandar Džikić (2011–2012)
19. ダリュス・マスコリューナス（リトアニア語版） (2012–2013)
20. Dirk Bauermann (2013–2013)
21. Aleksandr Petrovič (2013–2014)
22. ヴィルギニユス・シェシュクス（リトアニア語版） (2014–2015)
23. / Marcelo Nicola (2015)
24. トマス・パチェサス（リトアニア語版） (2015–2017)
25. リマス・クルティナイティス (2017–2018)
26. ダイニュス・アドマイティス (2018–2020)
27. ドナルダス・カイリース（リトアニア語版） (2020–2021)
28. ギエドリュス・ジベナス (2021–)

## ジャルギリスとのライバル関係
リータスは、1997年にBCスタティーバから改組されて以降、カウナスを本拠地とするBCジャルギリスと並ぶリトアニア・バスケットボール・リーグ (LKL) を代表するクラブとなり、両クラブはLKL最大のライバル関係と目されるようになった。両者は1998–99シーズンから2023–24シーズンまでの26シーズンのうち21シーズンでLKLプレイオフ決勝で直接対戦しており、ジャルギリスが15回、リータスが6回、優勝を制している。両者が決勝で対戦しなかったのは、リータスが決勝に進出しなかった3シーズン、ジャルギリスが決勝に進出しなかった1シーズン、および新型コロナウイルス感染症の流行によりシーズン途中で終了しポストシーズンが開催されなかった2019–20シーズンのみである。いずれのシーズンでも、どちらかのクラブが優勝を果たしている。
| シーズン  | 1 | 2 | 3 | 4 | 5 | 6 | 7 | 8 | 9 | 10 | 11 | 12 | 13 |
| --------- | - | - | - | - | - | - | - | - | - | -- | -- | -- | -- |
| 1997–98   | 1 |   |   |   | 5 |   |   |   |   |    | -  | -  | -  |
| 1998–99   | 1 | 2 |   |   |   |   |   |   |   |    | -  | -  | -  |
| 1999–2000 | 1 | 2 |   |   |   |   |   |   |   | -  | -  | -  | -  |
| 2000–01   | 1 | 2 |   |   |   |   |   |   |   | -  | -  | -  | -  |
| 2001–02   | 1 | 2 |   |   |   |   |   |   |   | -  | -  | -  | -  |
| 2002–03   | 1 | 2 |   |   |   |   |   |   |   |    | -  | -  | -  |
| 2003–04   | 1 | 2 |   |   |   |   |   |   |   |    | -  | -  | -  |
| 2004–05   | 1 | 2 |   |   |   |   |   |   |   | -  | -  | -  | -  |
| 2005–06   | 1 | 2 |   |   |   |   |   |   | - | -  | -  | -  | -  |
| 2006–07   | 1 | 2 |   |   |   |   |   |   |   | -  | -  | -  | -  |
| 2007–08   | 1 | 2 |   |   |   |   |   |   |   |    | -  | -  | -  |
| 2008–09   | 1 | 2 |   |   |   |   |   |   |   |    |    | -  | -  |
| 2009–10   | 1 | 2 |   |   |   |   |   |   |   |    |    |    |    |
| 2010–11   | 1 | 2 |   |   |   |   |   |   |   |    |    |    |    |
| 2011–12   | 1 | 2 |   |   |   |   |   |   |   |    |    |    | -  |
| 2012–13   | 1 | 2 |   |   |   |   |   |   |   |    |    |    | -  |
| 2013–14   | 1 |   |   | 4 |   |   |   |   |   |    |    | -  | -  |
| 2014–15   | 1 | 2 |   |   |   |   |   |   |   |    |    | -  | -  |
| 2015–16   | 1 | 2 |   |   |   |   |   |   |   |    | -  | -  | -  |
| 2016–17   | 1 | 2 |   |   |   |   |   |   |   |    | -  | -  | -  |
| 2017–18   | 1 | 2 |   |   |   |   |   |   |   |    | -  | -  | -  |
| 2018–19   | 1 |   | 3 |   |   |   |   |   |   |    | -  | -  | -  |
| 2019–20   | 1 | 2 |   |   |   |   |   |   |   |    | -  | -  | -  |
| 2020–21   | 1 | 2 |   |   |   |   |   |   |   |    | -  | -  | -  |
| 2021–22   | 1 | 2 |   |   |   |   |   |   |   |    |    | -  | -  |
| 2022–23   | 1 | 2 |   |   |   |   |   |   |   |    |    |    | -  |
| 2023–24   | 1 | 2 |   |   |   |   |   |   |   |    |    | -  | -  |
| 2024–25   | 1 | 2 |   |   |   |   |   |   |   |    | -  | -  | -  |

| シーズン  | リータス                   | 結果                       | ジャルギリス               |
| --------- | -------------------------- | -------------------------- | -------------------------- |
| 1997–98   | （準決勝敗退）             |                            | ジャルギリス               |
| 1998–99   | リエトゥヴォス・リータス   | 0–3                        | ジャルギリス               |
| 1999–2000 | リエトゥヴォス・リータス   | 3–1                        | ジャルギリス               |
| 2000–01   | リエトゥヴォス・リータス   | 2–3                        | ジャルギリス               |
| 2001–02   | リエトゥヴォス・リータス   | 4–3                        | ジャルギリス               |
| 2002–03   | リエトゥヴォス・リータス   | 2–4                        | ジャルギリス               |
| 2003–04   | リエトゥヴォス・リータス   | 0–4                        | ジャルギリス               |
| 2004–05   | リエトゥヴォス・リータス   | 0–4                        | ジャルギリス               |
| 2005–06   | リエトゥヴォス・リータス   | 4–0                        | ジャルギリス               |
| 2006–07   | リエトゥヴォス・リータス   | 2–4                        | ジャルギリス               |
| 2007–08   | リエトゥヴォス・リータス   | 1–4                        | ジャルギリス               |
| 2008–09   | リエトゥヴォス・リータス   | 4–1                        | ジャルギリス               |
| 2009–10   | リエトゥヴォス・リータス   | 4–3                        | ジャルギリス               |
| 2010–11   | リエトゥヴォス・リータス   | 1–4                        | ジャルギリス               |
| 2011–12   | リエトゥヴォス・リータス   | 0–3                        | ジャルギリス               |
| 2012–13   | リエトゥヴォス・リータス   | 0–4                        | ジャルギリス               |
| 2013–14   | （準決勝敗退）             |                            | ジャルギリス               |
| 2014–15   | リエトゥヴォス・リータス   | 0–4                        | ジャルギリス               |
| 2015–16   | （準決勝敗退）             |                            | ジャルギリス               |
| 2016–17   | （準決勝敗退）             |                            | ジャルギリス               |
| 2017–18   | リエトゥヴォス・リータス   | 1–4                        | ジャルギリス               |
| 2018–19   | リータス                   | 0–3                        | ジャルギリス               |
| 2019–20   | ポストシーズンは開催されず | ポストシーズンは開催されず | ポストシーズンは開催されず |
| 2020–21   | リータス                   | 0–3                        | ジャルギリス               |
| 2021–22   | リータス                   |                            | （準決勝敗退）             |
| 2022–23   | リータス                   | 2–3                        | ジャルギリス               |
| 2023–24   | リータス                   | 3–1                        | ジャルギリス               |
| 2024–25   | リータス                   | 2–3                        | ジャルギリス               |